# Kumiko Noma
Kumiko Oguro (小黒久美子, Oguro Kumiko), dont le nom de naissance est Noma (野間, Noma), est une chanteuse d'opéra japonaise (soprano) née le 30 août 1976 faisant partie de la Tokyo Nikikai Opera Foundation. 
Elle est connue parmi les amateurs de japanimation pour être l'interprète de Lilium, générique d'ouverture de l'anime Elfen Lied sorti en 2004, pour lequel elle est créditée sous son nom de jeune fille Noma.

## Biographie
En 2005 Kumiko Noma s'inscrit, désormais sous son nom marital Oguro, au 74e Concours de musique du Japon (日本音楽コンクール, nihon ongaku konkuuru) à Tokyo, tremplin pour la carrière professionnelle des jeunes talents de musique classique. Le 27 août, Elle réussit le 1er tour des éliminatoires où seulement 25 étudiants sont acceptés sur 142 inscrits en section chant. Au 2e tour, le 29 août, elle interprète accompagnée au piano l'air de Konstanze Traurigkeit Ward Mir Zum Lose de l'opéra L'Enlèvement au Sérail de Mozart. Les auditions, qui sont publiques, sont alors diffusées par la station de radio NHK FM. Mais Kumiko Oguro est cette fois recalée et ne fera pas partie des 12 finalistes.
Parmi les représentations qu'elle donne, elle participe notamment à des concerts caritatifs mis en place dans des églises tokyoïtes par l'organisme Second Harvest Japan de lutte contre la faim, où elle chante des adaptations pour 4 voix (soprano, alto, ténor, basse) d'airs classiques et traditionnels.